# Чёрная метка (знак)
Чёрная метка (англ. Black Spot — дословно чёрное пятно, нем. Der schwarze Punkt) — пиратский атрибут, обозначающий обвинение в нарушении устава, порядков, правил и обычаев Берегового братства, выдвинутое пиратским сообществом (или отдельными пиратами) одному из его членов (или группе пиратов).

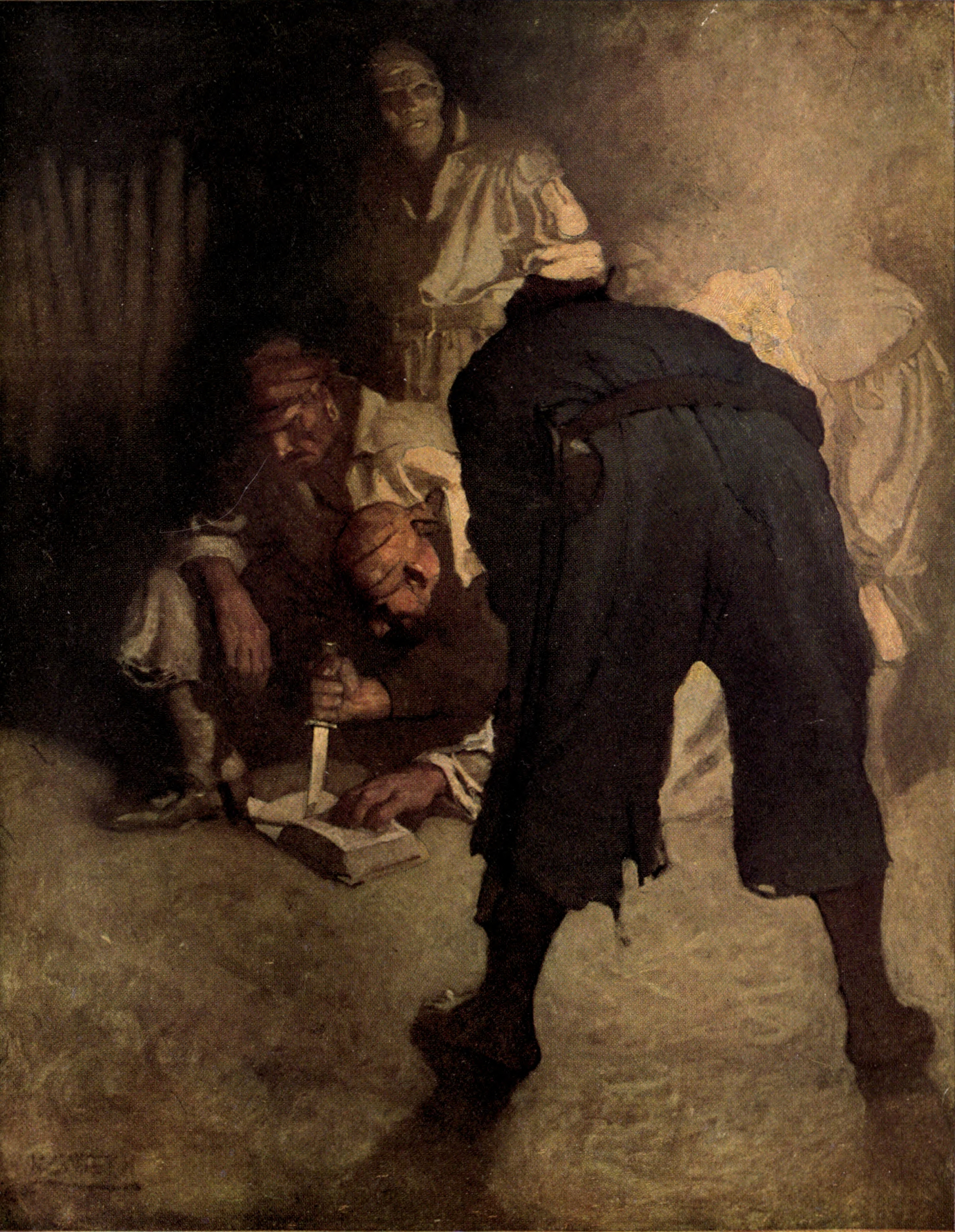
Пираты готовят чёрную метку, Н. Уайет, 1911 год

## Происхождение
Впервые термин и понятие «чёрная метка» ввёл Роберт Стивенсон в романе «Остров сокровищ» (1883 год). В дальнейшем его неоднократно использовали в литературе и кинематографе как элемент пиратского сообщества.
В действительности же в традиции карибских пиратов практиковалось вручение лицам, заподозренным в предательстве, карты смерти, в роли которой выступал пиковый туз. Она показывала, что человеку грозит смерть или что его не хотят здесь видеть.

## Внешний вид и ритуал вручения
Традиционно чёрная метка показывается как листок бумаги или игральная карта с нарисованным сажей чёрным круговым пятном. При передаче такой чёрной метки сажевое пятно отпечатывалось на ладони обвиняемого пирата, тем самым помечая его.
Получатель чёрной метки должен был опровергнуть выдвинутые обвинения либо принять вызов на поединок, если чёрная метка содержала такое требование или не было другого способа доказать свою невиновность. Если же пират, которому предъявлена чёрная метка, не смог или не захотел доказать свою невиновность, либо не выполнил требований, предъявленных с чёрной меткой, то его ожидало наказание, вплоть до изгнания из рядов Берегового братства или смерти.
Зачастую получение пиратом чёрной метки говорило о том, что приговор ему уже вынесен и обжалованию не подлежит. В «Острове сокровищ» Стивенсона Билли Бонс, получив чёрную метку, был настолько потрясен и перепуган, что тут же умер от апоплексического удара.

## В массовой культуре
- В романе Р. Л. Стивенсона «Остров сокровищ» (1883) чёрную метку вручали дважды: штурману Билли Бонсу в главе 3 и капитану Сильверу в главе 29.
- В фильме «Пираты Карибского моря: Сундук мертвеца» (2006) чёрная метка практически в прямом смысле показана чёрным пятном. В виде нарыва она присутствует на ладони Прихлопа-Билла (который впоследствии передаёт её Джеку Воробью) и служит отслеживающим маркером для кракена.
- В последних сезонах сериала «Чёрные паруса» (2014) чёрные метки — лист бумаги с нарисованным сажей чёрным кругом — подбрасывают пиратам-предателям: тем, кто принял помилование и стал сотрудничать с новым губернатором. Первым показательно убивают капитана Трокмортона, вскоре после получения им метки.